# Joben

Bărbat purtând joben

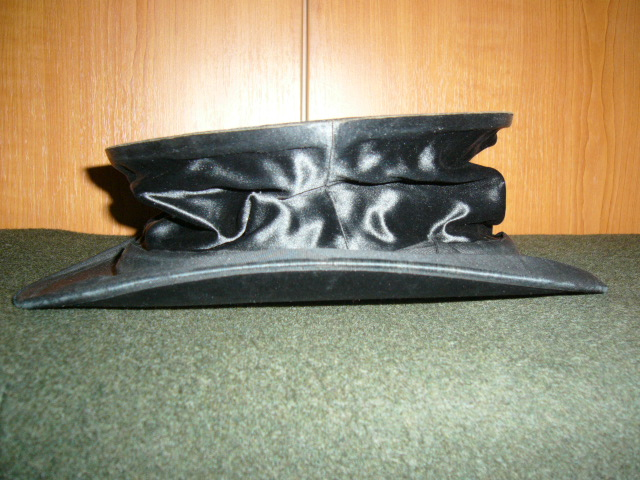
Ţilindru pliabil

Jobenul sau țilindrul este o pălărie bărbătească tare cu formă cilindrică, ușor evazată către extremități și cu partea superioară plată. 

## Etimologie
Termenul joben este specific limbii române din Principatele Unite Române, reprezentând transformarea în substantiv comun a numelui negustorului francez Jobin, primul care a comercializat-o la București la mijlocul secolului al XIX-lea., 
Termenul țilindru era răspândit mai ales în Transilvania, unde se trage din denumirea în limba germană Zylinder (cilindru) sau Zylinderhut (pălărie-cilindru), datorată formei sale caracteristice.

## Istoric
Țilindrul apare în Franța și Anglia la sfârșitul secolului XVIII – începutul secolului XIX și, în primii ani ai acestuia, se impune în vestimentația bărbaților din aproape toate clasele sociale.
Dimensiunile și mărimea borului jobenului au variat după moda diverselor epoci. Jobenul pentru ținuta de călărie, de pildă, este mai scund și cu borurile mai mici decât cel pentru ținuta de gală.
Jobenul, ca și alte pălării tari (Homburg, melon) se executa la comandă după forma capului fiecărui client. Exista un dispozitiv (conformateur în franceză), asemănător unui joben, care, prin intermediul unor tije dispuse vertical în jurul calotei craniene, transpunea pe un disc din hârtie amplasat la partea superioară forma exactă a acesteia.
În 1823 Antoine Gibus inventează țilindrul clac (in engleză opera hat sau collapsible hat, in franceză chapeau claque). Acesta are o structură internă pe bază de pârghii și arcuri, ascunsă sub căptușeală, care permite plierea sa, ușurând astfel depozitarea sa la garderoba sălilor de spectacol.

## Materiale
Țilindrul era confecționat la început din fetru de blană de castor sau de iepure (in variantele mai modeste). Ulterior fetrul a fost înlocuit cu un pluș special din mătase, produs cu războaie de țesut și o tehnologie care nu mai există. Țilindrul pliabil se confecționează din satin de mătase, fiind lucios.
Versiunile economice din zilele noastre se confecționează și din fetru de lână.

## Culori
Țilindrul este negru, cu excepția celui din fetru gri deschis purtat numai la costumul de ceremonie de mare ținută de zi (în engleză morning coat ori morning suit).

## Țilindrul astăzi
Țilindrul este rezervat în zilele noastre exclusiv costumului de ceremonie de mare ținută:
- de zi: din fetru negru sau gri, purtat cu costum de ceremonie gri deschis (in engleză morning suit) sau pantalon în dungi gri și redingotă (in engleză morning coat)
- de seară: din fetru, pluș sau satin de mătase neagră, purtat numai cu frac.

In zilele noastre este acceptabilă purtarea costumului de ceremonie de mare ținuta și fără țilindru. La costumul de ceremonie de mică ținută se poartă pălărie tare Homburg.